# All Nite (Don't Stop)
All Nite (Don't Stop) è una canzone della cantautrice statunitense Janet Jackson estratta come terzo ed ultimo singolo dal suo ottavo album in studio, Damita Jo pubblicato dalla Virgin Records nel 2004.
La canzone ha raggiunto la posizione numero 1 nella Hot Dance Club di Billboard, entrando tra le prime 20 in Spagna e nel Regno Unito ed in molti altri paesi. Ha inoltre vinto un premio ai BMI London Award come Migliore canzone pop. Le prestazioni del singolo in classifica sono state fortemente influenzate dal boicottaggio ricevuto dalla Jackson da molti canali radio e TV musicali negli Stati Uniti dovuto alle polemiche sollevate dall'incidente soprannominato "nipplegate" ("il caso del capezzolo") avvenuto il 1º febbraio 2004 all'Halftime Super Bowl XXXVIII quando la Jackson rimase con un seno nudo scoperto in mondovisione creando grandi polemiche tra i media americani dell'epoca.

## Descrizione
La canzone venne scritta e prodotta da Janet Jackson e dal duo svedese Bag & Arnthor (composto da Anders Bagge e Arnthor Birgisson), con un'ulteriore scrittura da parte dagli storici produttori della Jackson, Jimmy Jam & Terry Lewis, mentre Herbie Hancock ha ricevuto un credito per il campionamento del suo brano del 1975, Hang Up Your Hang Ups.

## Il videoclip
Il videoclip venne diretto da Francis Lawrence che realizzò un video gotico ambientato durante un black out nella cadente, oscura e polverosa sala di un albergo abbandonato dove Janet, con dei gesti sensuali, invita degli stanchi ballerini a danzare con lei; il gruppo accetta l'invito e si lancia in una grandiosa coreografia senza sosta. Venne girato nell'aprile 2004 in un hotel abbandonato, l'El Dorado Hotel, nel quartiere Skid Row di Los Angeles. il video contiene dei passi di danza presi da una coreografia di Bob Fosse in All That Jazz - Lo spettacolo comincia del 1979.

## Tracce

### CD singolo (Europa)[8]
1. All Nite (Don't Stop) (Album Version) – 3:26 (Janet Jackson, Bag & Arnthor, Jimmy Jam & Terry Lewis)
2. I Want You – 3:58 (B. Bacharach, H. David, H. Lilly, John Stephens, K. West)

### 12" (Europa)[9]
1. All Nite (Don't Stop) (Album Version) – 3:26 (Janet Jackson, Bag & Arnthor, Jimmy Jam & Terry Lewis)
2. All Nite (Don't Stop) (Sander Kleinenberg Everybody Club Mix) – 8:50
3. I Want You – 4:12 (Harold Lilly, Kanye West, John Legend, Janet Jackson, Jimmy Jam & Terry Lewis)
4. All Nite (Don't Stop) (So So Def Remix) – 3:51

## Classifiche
| Classifiche (2004)              | Posizione massima |
| ------------------------------- | ----------------- |
| Italia                          | 30                |
| Spagna                          | 13                |
| Regno Unito                     | 19                |
| Regno Unito (R&B)               | 3                 |
| Regno Unito (Dance)             | 5                 |
| Stati Uniti Hot Dance Club Play | 1                 |